# Spiralförderer

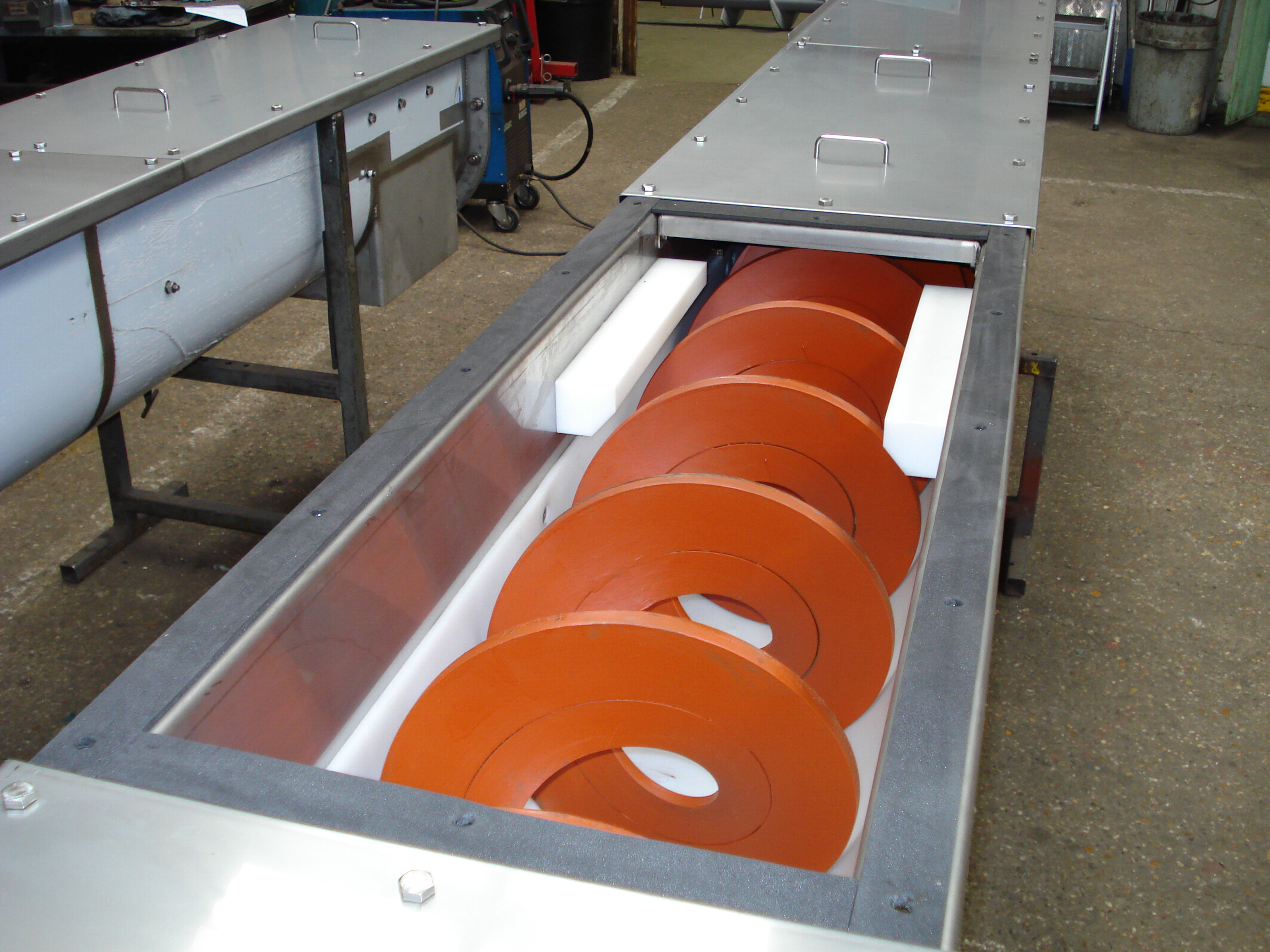
Spiralförderer (langsame Variante)

Der Spiralförderer ist eine Förderanlage für Schüttgüter. Er ist eine Abwandlung des Schneckenförderers, unterscheidet sich von diesem jedoch durch die fehlende Schneckenwelle in der Mitte. Spiralförderer werden seit Anfang der 1960er Jahre verwendet. Mit ihnen können Schüttgüter mit unterschiedlichen Korngrößen gefördert werden. Sie sind auch für grobstückige, langfasrige und klebrige Schüttgüter geeignet.
Man unterscheidet hierbei zwei generelle Auslegungen und Funktionsweisen.

Zum einen die eher langsam betriebenen seelenlosen Schnecken, welche vornehmlich im landwirtschaftlichen Bereich sowie in der Abfallentsorgung und Recyclingwirtschaft eingesetzt wird. Sie sind auch für grobstückige und langfasrige Schüttgüter geeignet.

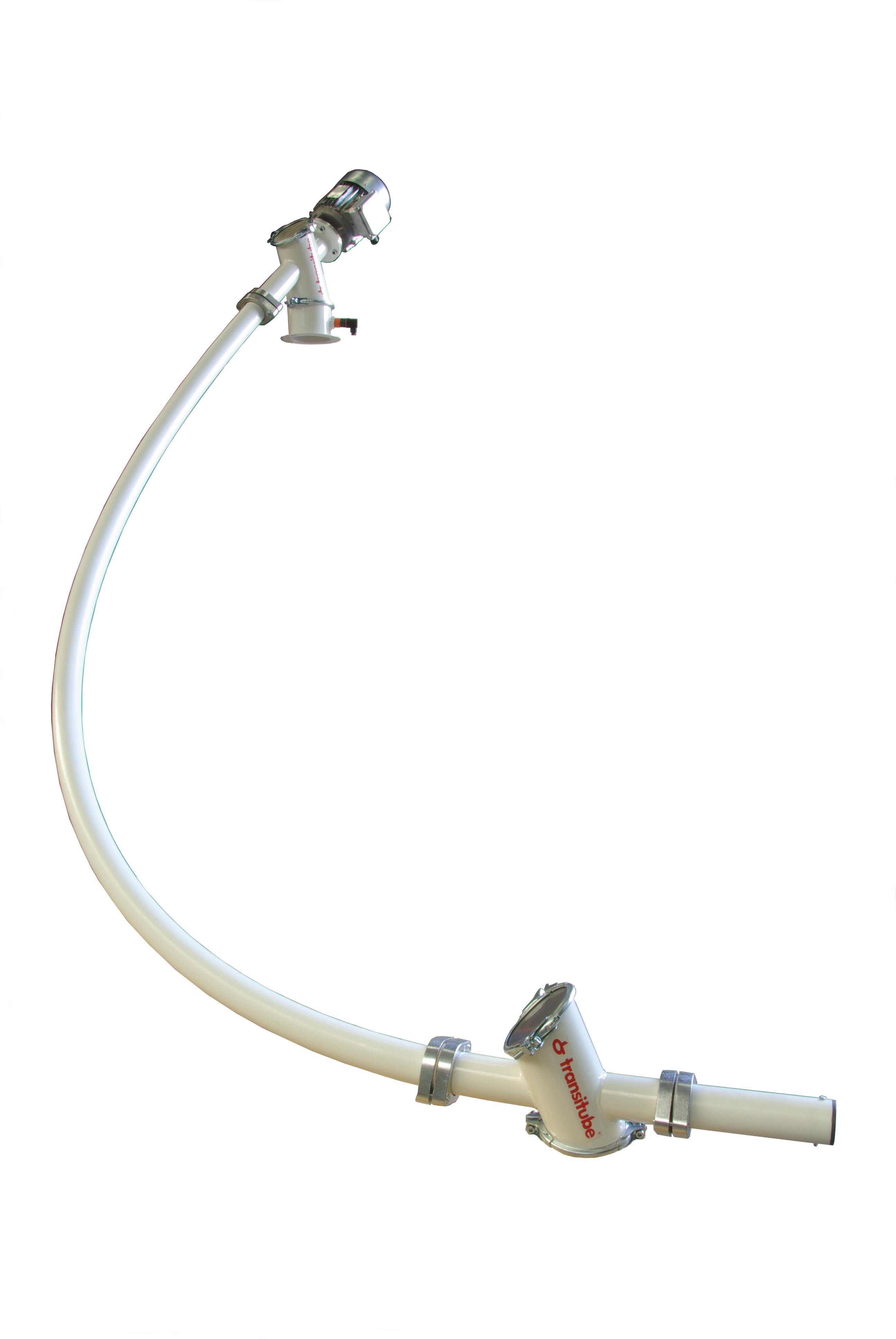
Spiralförderer (schnelle Variante)

Zum anderen steht der Begriff Spiralförderer für flexible Förderspiralen, welche meist mit hohen Drehzahlen betrieben werden.

Funktionsweisen:
Bereits in den 1950er Jahren entwickelte der südfranzösische Müller André Taupin ein Fördergerät, welches auf dem Prinzip der schnelldrehenden Spirale beruhte und das er im Jahr 1959 zum Patent anmeldete. Sein Ziel war es, mit diesem Gerät Weizen und Mehl in Mühlen- und Bäckereibetrieben zu transportieren. Am generellen Funktionsprinzip und Aufbau hat sich wenig verändert. Eine Drahtspirale wird in einem Förderrohr in eine Drehbewegung versetzt und transportiert so das Medium durch das Rohr. Die Förderspirale wird mit bis zu 1.400 Umdrehungen pro Minute betrieben. Hierbei wird das Material, anders als bei langsam laufenden Schnecken, durch das Rohr gewirbelt. Der einzelne Partikel wird dabei vom Spiralengang angestoßen und fliegt frei durch das Rohr. Es entsteht eine Art Flugförderung, welche aber nicht von einem Luftstrom, sondern rein mechanisch erzeugt wird. Zusätzlich bewirken die Zentrifugalkräfte, dass sich im Förderrohr ein Materialring bildet, in dem die Förderspirale zentriert wird.
Der  Vorteil gegenüber starren Förderschnecken liegt darin, dass durch die Verwendung von flexiblen Rohren der Förderer auch um Kurven und Hindernisse herum betrieben werden kann. Auch hier spielt das Hochdrehzahlprinzip eine entscheidende Rolle. Durch die Zentrierung der Spirale in der Mitte des Förderrohres findet kein Materialkontakt mit dem Förderrohr statt und durch die aufgelockerte Materialförderung sind nur relativ kleine Antriebsleistungen erforderlich.
Anders verhält es sich bei seelenlosen Schnecken, die mit langsamen Drehzahlen betrieben werden. Da in einem Spiralförderer alle Kraft über den Spiralendraht transportiert werden muss (da dieser nicht über einen Schneckenkern verfügt) müssen bei solchen Modellen die Drahtdurchmesser (oder Profile) recht groß dimensioniert werden oder die Förderlänge muss, wie bei starren Schnecken, eingeschränkt werden.
Dies bedeutet nicht, dass ein Spiralförderer nicht mit langsamen Drehzahlen betrieben werden sollte. Wird eine Förderspirale zur gleichzeitigen Dosierung verwendet, kann eine solche Auslegung sehr sinnvoll sein. Im Drehzahlbereich von 0–400 Upm stellt sich die Zunahme der Durchsatzleistung sehr linear dar. Oberhalb dieser Drehzahl kommt es, je nach verwendetem Medium, im Bereich bis 700 Upm zum Einsetzen der Verwirbelung, wodurch die Durchsatzleistung sprunghaft ansteigt. Dies kann eine Zunahme bis zur 8-fachen Leistung bedeuten, weshalb mit einem Spiralförderer auch bei kleinen Rohrdurchmessern große Durchsatzleistungen möglich sind. In diesem Drehzahlbereich ist eine Dosierauslegung jedoch eher nicht ratsam.
Ebenfalls sind seelenlose Schnecken in ihrer Auslegung viel einfacher zu bestimmen als schnelldrehende flexible Spiralförderer. Somit ist deren Verwendung z. B. in Kraftfutteranlagen durchaus empfehlenswert.
Jedoch eignet sich diese Technik nur bedingt für industrielle Durchsatzleistungen und kaum für stark fluidisierende Medien oder lange steigende Förderstrecken. Solche Anforderungen sind nur mit der schnelldrehenden Variante zu bewerkstelligen. Hierbei muss jedoch ein besonderer Umstand betrachtet werden. Eine Drahtspirale verfügt über ein sogenanntes Spiralenauge, also einer Öffnung in der Mitte der Wicklung. Auf stark steigenden Förderstrecken kommt es beim Abschalten der Förderung zu einem Materialrückfluss in diesem Auge. Wird der Rückfluss zu groß, kann sich im unteren Bereich der Förderung ein Materialpfropfen bilden, welcher ein Wiederanlaufen der Förderung erschwert. Um dies zu verhindern, wurde durch die Firma transitube die Innenseele entwickelt. Durch dieses Innenrohr wird das Spiralenauge so weit wie möglich verschlossen und der Materialrückfluss eingedämmt.

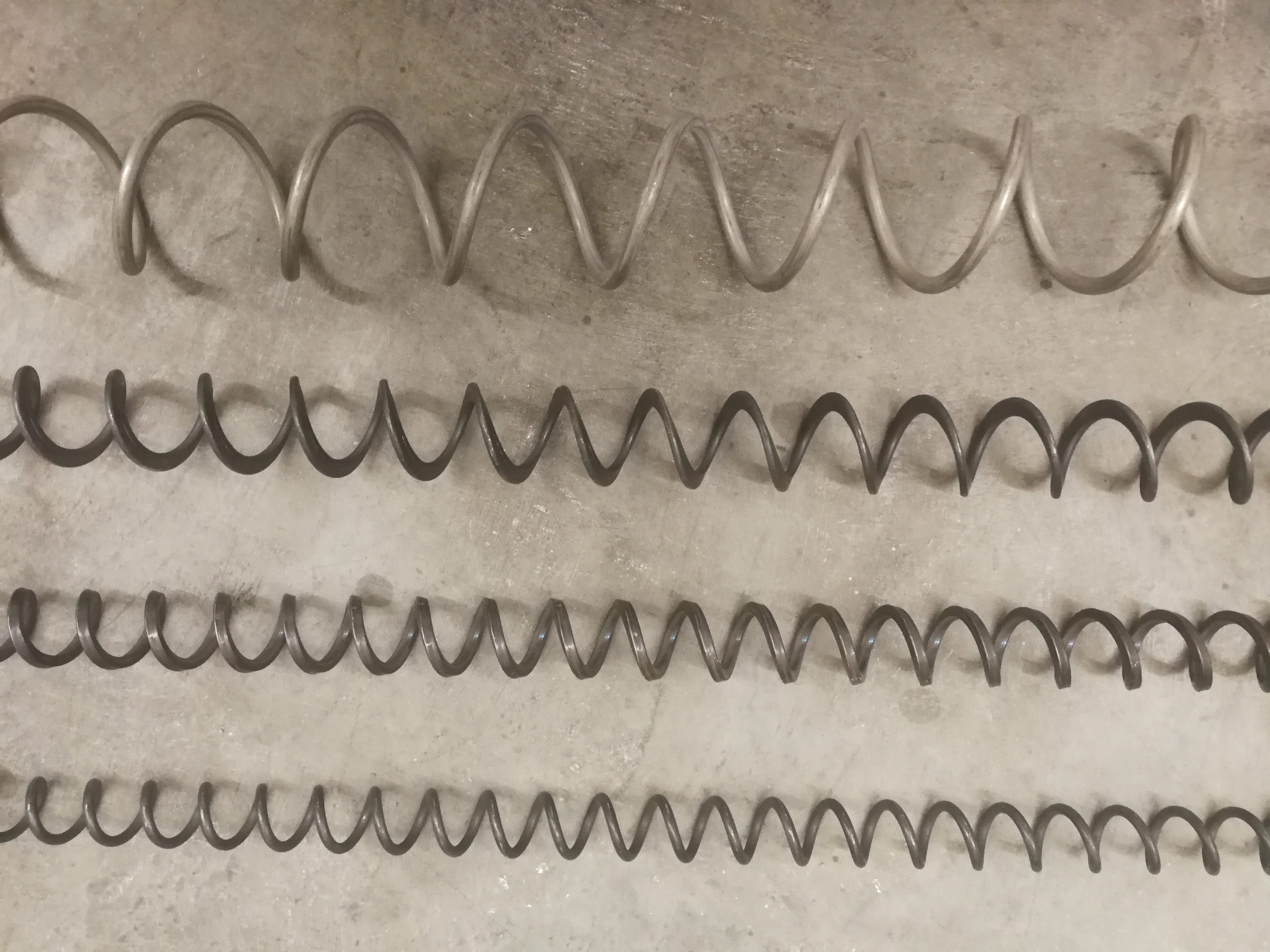
Unterschiedliche Spiralenprofile und Materialien

Für Spiralförderer sind verschiedene Spiralenprofile erhältlich. Neben dem runden Standardprofil, welches als „Universalprofil“ betrachtet werden kann, ist das Flachprofil eher für pulverförmige Güter gedacht. Zusätzlich gibt es noch das etwas scharfkantige Carreeprofil, für anhaftende Medien wie Kreide (CaCO3). Diese Profilform sorgt für eine kontinuierliche Abstreifung sich festsetzender Materialien und wirkt einer Blockade entgegen.
Die Spiralen werden entweder aus einer speziellen Federstahllegierung oder aus rostfreiem Edelstahl gefertigt. Die speziellen Metalllegierungen und Härteverfahren sind hierbei meist gut gehütete Firmengeheimnisse. Durch den Einsatz entsprechender Förderrohre und Einlauf- und Auslaufblechteile können Spiralförderer auch für den Transport von Produkten in der Lebensmittelproduktion verwendet werden.
Förderrohre werden entweder aus Kunststoff oder Edelstahl eingesetzt. Die verwendeten Kunststoffe richten sich hierbei meist nach dem jeweiligen Einsatzgebiet der Geräte. In der Tierfütterung kommen aus Kostengründen oft Rohrsegmente und Bögen aus PVC zum Einsatz. Ebenfalls werden Rohre aus Polypropylen verwendet. Sobald die Geräte jedoch in der Lebensmittelproduktion zum Einsatz kommen, werden nahezu ausschließlich entsprechend zertifizierte Rohre aus Polyamid verwendet. Diese Materialqualität wird auch dann gewählt, wenn ein Spiralförderer im industriellen Umfeld eine hohe Standzeit erreichen soll.
Anmerkung:
Allerdings ist ein schnelldrehender Spiralförderer, aufgrund seiner kleineren Rohrdurchmesser, in der Transportmöglichkeit von grobem Schüttgut beschränkt. Ab einer Partikelgröße von ca. 10 mm muss die Auslegung einer Förderlinie mit besonderer Sorgfalt erfolgen. Hier ist u. U. der Einsatz der langsam laufenden Variante wieder von Vorteil.
Anwendungsbereich:
Spiralförderer werden in verschiedenen industriellen und kommunalen Anwendungen eingesetzt, insbesondere dort, wo feuchte, zähflüssige oder schwer förderbare Materialien transportiert werden müssen. 
Ein zentrales Einsatzgebiet ist die Abwassertechnik, insbesondere die Förderung und Dosierung von Klärschlamm, Sandfanggut oder Rechengut in Kläranlagen. 
Spiralförderer sind auch für den Einsatz in der Lebensmittel-, Chemie- und Abfallwirtschaft sehr gut geeignet. 